# Rafael Advanced Defense Systems
Rafael Advanced Defense Systems Ltd., già RAFAEL Armament Development Authority e nota semplicemente come RAFAEL, è una multinazionale statale israeliana attiva nel settore della difesa e controllata dal Ministero delle finanze attraverso l'Autorità delle società governative.
L'azienda fu fondata nel 1948 come parte del Corpo scientifico militare delle Forze di Difesa Israeliane, venendo trasformata in società statale nel 2001.